# جوردن سميث (لاعب كرة قدم)
جوردن سميث (بالإنجليزية: Jordan Smith)‏ (8 ديسمبر 1994 في المملكة المتحدة - ) هو لاعب كرة قدم بريطاني في مركز حراسة المرمى. لعب مع نوتينغهام فورست.

## وصلات خارجية
- جوردن سميث على موقع قاعدة بيانات كرة القدم.إي يو (الإنجليزية)
- جوردن سميث على موقع Soccerbase.com (لاعب) (الإنجليزية)
- جوردن سميث على موقع Soccerway.com (الإنجليزية)
- جوردن سميث على موقع عالم كرة القدم.نت (الإنجليزية)